# Зверев, Вадим Николаевич
Вадим Николаевич Зверев (1878, Пензенская губерния — 23 сентября 1943, Великие Сорочинцы, Полтавская область) — российский учёный-геолог, специалист по месторождениям полезных ископаемых. Изучал геологию рудных месторождений, геологию коренных и рассыпных месторождений золота.

## Биография
Родился в 1878 году[уточнить] в селе Литвино, Пензенская губерния.
В 1897 году закончил Сызранское реальное училище.
В 1906 году окончил Горный институт в Санкт-Петербурге.
С 1909 года член Императорского Санкт-Петербургского минералогического общества (Российское минералогическое общество)
C 1909 года работал в Геологическом комитете России (Геолком), который в 1929 году был реорганизован в ЦНИГРИ, затем во ВСЕГЕИ.
Участвовал в экспедициях по Восточной Сибири. В 1912—1913 годах экспедиция Геологического комитета с его участием нашла в нижнем течении реки Алдан угленосную толщу большой мощности.
В 1925 году геологический отряд с участием Зверева занималась обследованием бассейнов крупных сибирских рек Селигдара, Томмота, Куранаха. В ходе работ были обнаружены золотоносные районы, девять из них имели промышленное значение.
В 1928—1938 годах — член правительственной комиссии по изучению золотоносных месторождений. Для изучения месторождений золота, открытых в «Дальстрое», он побывал на Колыме. По результатам изучения месторождения Верхнеколымский район был отнесён к крупнейшим золотопромышленным районам СССР.
В 1934—1939 годах — профессор Ленинградского горного института (ЛГИ). Заведующий кафедрой геологии и разведки месторождений полезных ископаемых ЛГИ, начал читать студентам курс лекций «Металлогенические провинции СССР». Учениками В. Зверева были профессоры Билибин Ю. А. и Дзевановский Ю. К.
Область научных интересов: поиск и изучение месторождений золота в районах Восточной Сибири, составление карт залегания полезных ископаемых в Якутии с отметкой золотоносных районов, месторождений каменного угля, железных и серебро-свинцовых руд, исландского шпата и др.
Скончался 23 сентября 1943 года в селе Великие Сорочинцы, Полтавская область, от паралича желудка.

## Память
Именем В. Н. Зверева были названы:
- Кряж Зверева — горный хребет в Восточной Сибири.

## Публикации
Автор около 30 научных публикаций, среди них:
- Зверев В. Н. Очерк о полезных ископаемых Якутской республики. Л.: Изд-во АН СССР, 1927. 32 с.
- Зверев В. Н. Геологические исследования в Восточном Забайкалье. Петроград: Тип. М. М. Стасюлевича. 1915.